# Parenting

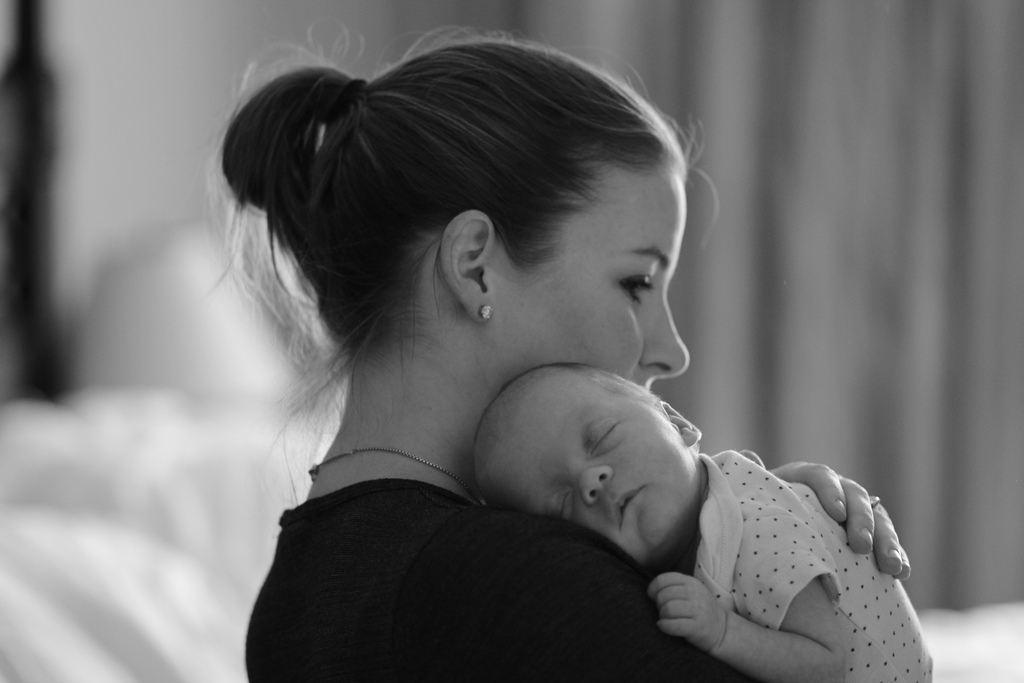

Parenting-ul sau creșterea copiilor promovează și susține dezvoltarea fizică, cognitivă, socială, emoțională și educațională de la copilărie până la maturitate. Prin parenting se întelege complexitatea creșterii unui copil și nu doar de relația biologică.
Cei mai comuni îngrijitori sunt părinții biologici ai copilului în cauză. Totuși, un îngrijitor poate fi un frate mai mare, un părinte vitreg, un bunic, un tutore legal, o mătușă, un unchi, alți membri ai familiei sau un prieten de familie. Clasa socială, bogăția, cultura și venitul au un impact foarte puternic asupra metodelor de creștere a copilului pe care părinții le folosesc. Valorile culturale joacă un rol major în modul în care un părinte își crește copilul.

## Stiluri parentale
Stilurile parentale reflectă climatul emoțional din casă. Diana Baumrind a identificat inițial trei stiluri principale: autoritativ, autoritar și permisiv, extinse ulterior la patru prin adăugarea stilului neimplicat. Aceste stiluri combină diferit acceptarea, receptivitatea, cerințele și controlul, influențând semnificativ sănătatea mentală și bunăstarea copilului. Stilul autoritativ este asociat cu rezultate pozitive, în timp ce cel autoritar și permisiv pot avea efecte negative.
Stilurile parentale variază în funcție de perioada istorică, rasă/etnie, clasă socială, preferințe și alte câteva caracteristici sociale.

### Parenting autoritativ
Parenting-ul autoritativ combină cerințe moderate impuse copilului cu o receptivitate moderată din partea părinților. Părinții autoritativi se bazează pe întăriri pozitive și utilizează pedepse rare. Aceștia sunt mai conștienți de sentimentele și abilitățile copilului și îi sprijină dezvoltarea autonomiei în limite rezonabile. Comunicarea între părinte și copil se desfășoară într-un climat de schimb și înțelegere reciprocă, în care controlul și sprijinul sunt echilibrate.

### Parenting autoritar
Părinții autoritari sunt foarte rigizi și stricți. Cerințele impuse copilului sunt mari, dar reacțiile lor sunt limitate. Cei care practică acest stil de parenting au un set de reguli și așteptări care nu sunt negociabile, aplicate strict, și cer o obediență rigidă. Atunci când regulile nu sunt respectate, pedepsele sunt adesea folosite pentru a asigura conformitatea în viitor. De obicei, nu se oferă nicio explicație pentru pedeapsă, în afară de faptul că copilul a încălcat o regulă.

### Parenting permisiv
Părinții permisivi sunt mai puțin pretențioși, iar din acest motiv există foarte puține pedepse sau reguli explicite în acest stil de parenting. Acești părinți afirmă că copiii lor sunt liberi de constrângeri externe și tind să fie foarte receptivi la orice își dorește copilul.

### Parenting neimplicat
Un stil de parenting neimplicat sau neglijent este atunci când părinții sunt adesea absenți atât emoțional, cât și fizic. Aceștia au puține sau deloc așteptări față de copil și comunică foarte rar sau deloc. Nu sunt receptivi la nevoile copilului și au puține sau nicio așteptare comportamentală. Uneori, părinții pot considera că aceștia le oferă copiilor „spațiul lor personal” și nu se implică în viața lor, deși ar putea să le asigure doar nevoile de bază pentru supraviețuire, fără o implicare reală.

### Parenting intruziv
Părinții intruzivi sunt aceia care folosesc „controlul parental și inhibarea gândurilor, sentimentelor și expresiilor emoționale ale adolescenților prin retragerea iubirii, inducerea vinovăției și tactici manipulative” pentru a-i proteja de posibile dificultăți, fără să realizeze că acest comportament poate afecta sau perturba perioada de dezvoltare și creștere a adolescenților. Părinții intruzivi pot încerca să stabilească așteptări nerealiste pentru copiii lor, supraestimându-le capacitățile intelectuale și subestimându-le pe cele fizice sau de dezvoltare. De exemplu, îi pot înscrie la prea multe activități extracurriculare sau la anumite cursuri fără a ține cont de pasiunile copilului, ceea ce poate duce în final la lipsa asumării de către copii a acestor activități sau la apariția unor probleme comportamentale.
Copiii, în special adolescenții, pot deveni victime și pot dezvolta trăsături precum lipsa de asertivitate, evitarea confruntărilor, dorința exagerată de a mulțumi pe ceilalți și o stimă de sine scăzută. De asemenea, acești părinți pot compara copiii cu alții, cum ar fi prieteni sau rude, și îi pot forța să devină codependenți – până în punctul în care copiii se simt nepregătiți să înfrunte lumea pe cont propriu.

### Parenting necondiționat
Părinții necondiționați adoptă o abordare parentală care pune accent pe colaborarea cu copilul pentru a rezolva problemele și consideră dragostea părintească un dar. Această abordare contrastează cu parentingul condiționat, care se concentrează pe comportamentul copilului, pune accent pe controlul acestuia prin recompense și pedepse și percepe dragostea părintească drept un privilegiu care trebuie câștigat.

### Stiluri disfuncționale
Semnele unui stil de parenting nesănătos, care pot duce la disfuncționalități în familie, includ:
- Așteptări nerealiste
- Ridiculizare
- Iubire condiționată
- Lipsă de respect; mai ales dispreț
- Intoleranță emoțională (membrii familiei nu au voie să exprime emoții „greșite”)
- Disfuncție socială sau izolare (de exemplu, părinți care refuză să interacționeze cu alte familii, mai ales cele cu copii de același gen și vârstă apropiată, sau care nu fac nimic pentru a ajuta un copil „fără prieteni”)
- Suprimarea exprimării (copiii nu au voie să se opună sau să pună întrebări autorității)
- Negarea unei „vieți interioare” (copiii nu au voie să-și dezvolte propriile sisteme de valori)
- Supraprotecție sau lipsa de protecție
- Apatie („Nu-mi pasă!”)
- Minimalizare („Nu ești bun la nimic!”)
- Rușinare („Să-ți fie rușine!”)
- Amărăciune (indiferent de ce se spune, folosirea unui ton de voce amar)
- Ipocrizie („Fă ce spun, nu ce fac”)
- Lipsa iertării pentru greșeli minore sau accidente
- Declarații judecătoare sau demonizare („Ești un mincinos!”)
- Criticism excesiv și lipsa aprecierii adecvate (experții recomandă 80–90% laude și 10–20% critici constructive ca fiind cel mai sănătos raport)
- Standarde duble sau mesaje contradictorii (de exemplu, un set de valori pentru lumea exterioară, altul pentru familie sau învățarea unor valori divergente fiecărui copil)
- Părinți absenți (rar disponibili pentru copii din cauza muncii excesive, abuzului de alcool/droguri, jocurilor de noroc sau altor dependențe)
- Proiecte, activități și promisiuni neîmplinite, care îi afectează pe copii („O facem mai târziu”)
- Favorizarea unui copil în detrimentul altuia
- Prejudecăți de gen (tratează corect un gen, dar incorect pe celălalt)
- Expunerea la sexualitate: fie prea mult, prea devreme, fie prea puțin, prea târziu
- Disciplina defectuoasă bazată mai mult pe emoții sau pe politica familială decât pe reguli stabilite (ex. pedepse „surpriză”)
- Stări emoționale imprevizibile cauzate de abuz de substanțe, tulburări de personalitate sau stres
- Părinții întotdeauna (sau niciodată) iau partea copiilor când li se raportează acte de comportament neadecvat sau probleme la școală
- Blamarea unui copil pentru greșelile altuia
- Diagnosticare greșită (ex. un părinte crede că copilul este leneș sau are dificultăți de învățare după ce acesta rămâne în urmă la școală din cauza unei boli recente)
- Frații mai mari primesc fie prea multă, fie prea puțină autoritate asupra fraților mai mici, în raport cu diferența de vârstă și nivelul de maturitate
- Refuzul frecvent al consimțământului pentru activități culturale comune, legale și adecvate vârstei
- „Atotștiutorul” (nu consideră necesar să obțină versiunea copilului asupra unei situații sau să asculte opinia acestuia despre subiecte care îl afectează)
- Obligarea frecventă a copiilor să participe la activități pentru care sunt fie extrem de supracalificați, fie subcalificați (ex. utilizarea unei grădinițe pentru supravegherea unui băiat tipic de nouă ani)
- Părinți zgârciți care refuză să îndeplinească nevoile copiilor (ex. un tată refuză să cumpere o bicicletă fiului său pentru a economisi bani pentru pensie)
- Dezacorduri despre natură și educație (părinții, adesea non-biologici, atribuie problemele comune eredității copilului, când cauza reală ar putea fi un parenting defectuos).

## Practici
O practică parentală reprezintă un comportament specific pe care un părinte îl folosește în creșterea copilului. Practica parentală reflectă înțelegerea culturală a copilului.[49] Părinții din țările individualiste, precum Germania, petrec mai mult timp în interacțiuni față-în-față cu bebelușii și mai mult timp vorbind cu aceștia despre ei înșiși. În culturile mai colectiviste, precum cele din Africa de Vest, părinții petrec mai mult timp vorbind cu bebelușii despre alte persoane, astfel încât bebelușii să vadă ceea ce vede mama.

### Abilități
Abilitățile parentale ajută părinții să îndrume copiii către o maturitate sănătoasă și dezvoltarea abilităților sociale. Potențialul cognitiv, abilitățile sociale și funcționarea comportamentală pe care un copil le dobândește în primii ani de viață sunt corelate pozitiv cu calitatea interacțiunilor pe care le are cu părinții săi.
Conform Consiliului Canadian pentru Învățare, copiii evită rezultatele negative în dezvoltare atunci când părinții lor:
- Comunică sincer despre evenimente: Autenticitatea părinților care explică evenimentele îi poate ajuta pe copii să înțeleagă ce s-a întâmplat și cum sunt implicați;
- Mențin consecvența: Părinții care instituie rutine în mod regulat pot observa beneficii în tiparele comportamentale ale copiilor lor;
- Folosesc resursele disponibile, apelând la comunitate și construind o rețea socială de sprijin;
- Se interesează de nevoile educaționale și de dezvoltare timpurie ale copilului lor (de exemplu, jocuri care sprijină socializarea, autonomia, coeziunea, calmul și încrederea); și
- Mențin linii deschise de comunicare despre ceea ce copilul vede, învață și face și despre modul în care aceste lucruri îl afectează.[21][22]

Abilitățile parentale sunt adesea considerate ca fiind în mod natural prezente la părinți; totuși, există dovezi substanțiale care contrazic această idee. Cei care provin dintr-un mediu de copilărie negativ sau vulnerabil tind frecvent (și adesea neintenționat) să imite comportamentul părinților lor în interacțiunile cu propriii copii. Părinții care au o înțelegere insuficientă a etapelor de dezvoltare pot, de asemenea, să manifeste un comportament parental problematic.
Practica parentală este deosebit de importantă în timpul tranzițiilor maritale, cum ar fi separarea, divorțul și recăsătorirea; dacă copiii nu reușesc să se adapteze corespunzător acestor schimbări, există riscul să experimenteze consecințe negative (de exemplu, creșterea comportamentelor de încălcare a regulilor, probleme în relațiile cu colegii și dificultăți emoționale sporite).

### Competențe necesare
- Abilități de relaționare părinte-copil: timp de calitate petrecut împreună, comunicare pozitivă și demonstrarea afectuoasă a încântării.
- Încurajarea comportamentelor dezirabile: laude și încurajări, atenție nonverbală, facilitarea activităților atractive.
- Predarea abilităților și comportamentelor: oferirea unui exemplu pozitiv, predarea incidentală, explicarea umană a abilității prin jocuri de rol și alte metode, comunicarea stimulentelor și consecințelor logice.
- Gestionarea comportamentelor nepotrivite: stabilirea unor reguli și limite clare, inițierea discuțiilor, oferirea de instrucțiuni clare și calme, comunicarea și aplicarea consecințelor adecvate, utilizarea tacticilor restrictive, precum momentele de liniște și „pauza de gândire”, adoptând o atitudine autoritativă, nu autoritară.
- Anticipare și planificare: planificare și pregătire avansată pentru a pregăti copilul pentru provocări, găsirea de activități de dezvoltare atractive și potrivite vârstei, pregătirea unui sistem de recompense pentru practicarea autogestionării sub îndrumare, organizarea discuțiilor de urmărire, identificarea posibilelor traiectorii de dezvoltare negative.
- Abilități de autoreglare: monitorizarea comportamentelor (ale propriei persoane și ale copiilor),[56] stabilirea unor obiective adecvate dezvoltării, evaluarea punctelor forte și slabe și stabilirea unor sarcini de practică, monitorizarea și prevenirea comportamentelor internalizante și externalizante.
- Abilități de gestionare a stării de spirit și de coping: reîncadrarea și descurajarea gândurilor inutile (diversiuni, orientare spre obiective și mindfulness), gestionarea stresului și tensiunilor (ale propriei persoane și ale copiilor), dezvoltarea unor afirmații personale de coping și planuri pentru situații de risc ridicat, construirea respectului și considerației reciproce între membrii familiei prin activități și ritualuri colaborative.
- Abilități de sprijin între parteneri: îmbunătățirea comunicării personale, oferirea și primirea de feedback și sprijin constructiv, evitarea stilurilor de interacțiune negativă în familie, găsirea speranței și sprijinului în fața problemelor pentru adaptare, conducerea proceselor colaborative de rezolvare a problemelor, promovarea fericirii în relație și a cordialității.[25]

## Pe parcursul vieții

### Preconcepție
Planificarea familială este procesul decizional care implică hotărârea de a deveni sau nu părinți și identificarea momentului potrivit, incluzând planificarea, pregătirea și colectarea resurselor necesare. Viitorii părinți pot evalua (printre altele) dacă au acces la resurse financiare suficiente, dacă situația lor familială este stabilă și dacă doresc să își asume responsabilitatea creșterii unui copil. La nivel global, aproximativ 40% din toate sarcinile nu sunt planificate, iar peste 30 de milioane de copii se nasc anual ca urmare a sarcinilor neplanificate.
Sănătatea reproductivă și îngrijirea preconcepțională influențează sarcina, succesul reproductiv, precum și sănătatea fizică și mentală a mamei și a copilului. O femeie subponderală, fie din cauza sărăciei, a tulburărilor de nutriție sau a unei boli, este mai puțin probabil să aibă o sarcină sănătoasă și să nască un copil sănătos, comparativ cu o femeie sănătoasă. În mod similar, o femeie obeză are un risc mai mare de complicații, inclusiv diabet gestațional. Alte probleme de sănătate, cum ar fi infecțiile și anemia feriprivă, pot fi detectate și corectate înainte de concepție.

### Sarcină
În timpul sarcinii, copilul nenăscut este influențat de multe decizii luate de părinți, în special de alegerile legate de stilul lor de viață. Sănătatea, nivelul de activitate și nutriția mamei pot afecta dezvoltarea copilului înainte de naștere.
Unele mame, mai ales în țările relativ bogate, mănâncă în exces și petrec prea mult timp odihnindu-se. Alte mame, mai ales dacă sunt sărace sau abuzate, pot fi suprasolicitate și incapabile să mănânce suficient sau să-și permită alimente sănătoase cu fier, vitamine și proteine suficiente pentru ca copilul nenăscut să se dezvolte corespunzător.

### Nou-născut
Parentingul pentru nou-născuți marchează începutul responsabilităților parentale. Nevoile de bază ale unui nou-născut sunt hrană, somn, confort și igienă, pe care părintele le asigură. Singura formă de comunicare a unui nou-născut este plânsul.
Nou-născuții și sugarii mici necesită hrănire la câteva ore, ceea ce poate perturba ciclurile de somn ale adulților. Aceștia reacționează pozitiv la mângâieri blânde, îmbrățișări și legănări ușoare. Legănarea ușoară, masajele și băile calde calmează adesea un sugar care plânge.
Nou-născuții se pot liniști sugând degetul sau folosind o suzetă. Nevoia de a suge este instinctivă și le permite să se hrănească. Alăptarea este metoda recomandată de toate organizațiile majore de sănătate infantilă. Dacă alăptarea nu este posibilă sau dorită, hrănirea cu biberonul este o alternativă comună. Alte metode includ hrănirea cu lapte matern sau formulă folosind o ceașcă, lingură, seringă de hrănire sau dispozitive de suplimentare a alăptării.
Formarea atașamentelor este considerată baza capacității sugarului de a forma și menține relații pe parcursul vieții. Atașamentul nu este același lucru cu iubirea sau afecțiunea, deși adesea sunt asociate. Atașamentele se dezvoltă imediat, iar lipsa lor sau o relație sever afectată poate provoca daune grave sănătății și bunăstării copilului.

### Copiii mici
Copiii mici, cu vârste cuprinse între 12 și 36 de luni, sunt mult mai activi decât sugarii și întâmpină provocări în învățarea unor sarcini simple pe cont propriu. În această etapă, părinții joacă un rol important în a le arăta copiilor cum să facă lucruri, mai degrabă decât să le facă în locul lor. Copiii mici au nevoie de sprijin pentru a-și dezvolta vocabularul, a-și îmbunătăți abilitățile de comunicare și a-și gestiona emoțiile. De asemenea, este normal ca micuții să-și imite părinții.
Copiii mici sunt foarte curioși despre lumea din jurul lor și dornici să o exploreze. Ei caută mai multă independență și responsabilitate, ceea ce poate duce la frustrare atunci când lucrurile nu merg așa cum își doresc sau așteaptă. Crizele de furie încep în această etapă. Crizele de furie sunt adesea cauzate de frustrarea copilului în fața unei situații și uneori apar pur și simplu pentru că nu își pot comunica corect nevoile.
Părinții sunt așteptați să îndrume și să învețe copilul, să stabilească rutine de bază (cum ar fi spălatul mâinilor înainte de masă sau periajul dinților înainte de culcare) și să crească responsabilitățile copilului. Este normal ca micuții să fie adesea frustrați, acesta fiind un pas esențial în dezvoltarea lor. Ei învață prin experiență, încercări și greșeli, ceea ce înseamnă că trebuie să experimenteze frustrarea atunci când ceva nu funcționează pentru a putea avansa.
Când sunt frustrați, copiii mici pot avea comportamente nepotrivite, cum ar fi țipatul, lovitul sau mușcatul. Părinții trebuie să fie atenți la modul în care reacționează la astfel de comportamente; amenințările sau pedepsele nu sunt, de obicei, utile și pot agrava situația.

### Copiii
Copiii mai mici încep să devină mai independenți și să își construiască prietenii. Ei sunt capabili să raționeze și să ia propriile decizii în multe situații ipotetice. Deși cer atenție constantă, încep treptat să învețe cum să gestioneze plictiseala și să se joace singuri. Le face plăcere să ajute, simțindu-se astfel utili și capabili.
Părinții îi pot sprijini încurajând interacțiunile sociale și modelând comportamente sociale adecvate. O mare parte din învățare în primii ani provine din implicarea în activități și treburi casnice. Părinții care își observă copiii în timpul jocului sau se alătură lor în activități conduse de copii au ocazia să înțeleagă mai bine lumea copiilor, să comunice mai eficient cu ei și să ofere îndrumare blândă și afectuoasă. De asemenea, părinții îi învață pe copii despre sănătate, igienă și obiceiuri alimentare prin instruire și exemplu personal.
Părinții trebuie să ia decizii legate de educația copilului lor. Stilurile de parenting diferă semnificativ în această etapă; unii părinți aleg să se implice activ în organizarea de activități și programe de învățare timpurie, în timp ce alții preferă să lase copilul să se dezvolte cu puține activități organizate.
Copiii încep să învețe responsabilitatea și consecințele acțiunilor lor cu ajutorul părinților. Unii părinți oferă copiilor o mică alocație care crește odată cu vârsta, pentru a-i învăța valoarea banilor și responsabilitatea.
Părinții care aplică disciplină consecventă și echitabilă, care comunică deschis și oferă explicații copiilor și care nu neglijează nevoile acestora au, de obicei, mai puține probleme pe măsură ce copiii lor cresc.
În cazul în care apar probleme de comportament la copii, intervențiile de parenting de grup, bazate pe tehnici cognitiv-comportamentale, s-au dovedit a fi eficiente în îmbunătățirea comportamentului copiilor, a abilităților parentale și a sănătății mintale a părinților.

### Adolescența
Părinții se simt adesea izolați și singuri în timpul creșterii adolescenților. Adolescența este o perioadă cu riscuri mari pentru copii, în care libertățile noi pot duce la decizii care le pot deschide sau închide drastic oportunitățile în viață. În această etapă au loc schimbări majore în creier; centrul emoțional al creierului este complet dezvoltat, dar cortexul frontal rațional nu este încă matur și nu poate gestiona pe deplin toate acele emoții. Adolescenții tind să petreacă mai mult timp cu prietenii de sex opus, menținând în același timp timpul petrecut cu cei de același sex—și fac acest lucru prin reducerea timpului petrecut cu părinții.
Deși adolescenții caută îndrumare și modele de comportament în rândul prietenilor și al adulților din afara familiei, părinții pot rămâne influenți în dezvoltarea lor. Studiile arată că părinții pot avea un impact semnificativ, de exemplu, asupra cantității de alcool consumată de adolescenți. Alte cercetări evidențiază că prezența constantă a părinților oferă stabilitate și sprijin adolescenților în dezvoltare.
În adolescență, copiii încep să își formeze identitatea și să testeze și să dezvolte rolurile interpersonale și ocupaționale pe care le vor asuma ca adulți. Prin urmare, este important ca părinții să îi trateze ca pe niște tineri adulți. Problemele parentale în această etapă includ gestionarea rebeliunii asociate cu dorința mai mare de a se implica în comportamente riscante. Pentru a preveni astfel de comportamente, este esențial ca părinții să construiască o relație bazată pe încredere cu copiii lor. Acest lucru se poate realiza prin control comportamental, monitorizarea parentală, disciplină consecventă, căldură și sprijin parental, raționament inductiv și o comunicare puternică între părinte și copil.
Când se construiește o relație de încredere, adolescenții sunt mai predispuși să ceară ajutor părinților în fața presiunii negative a colegilor. Ajutarea copiilor să își formeze o bază solidă îi va sprijini să reziste influențelor negative. O relație pozitivă între adolescent și părinte nu doar că ajută în situațiile de presiune a grupului, ci sprijină și procesul de formare a identității în adolescența timpurie. Cercetările realizate de Berzonsky au arătat că adolescenții care aveau o relație deschisă și bazată pe încredere cu părinții primeau mai multă libertate, iar părinții erau mai puțin predispuși să îi supravegheze sau să le controleze comportamentul.

### Adulții
Parentingul poate fi un proces pe tot parcursul vieții. Rolul de părinte nu se încheie, de obicei, atunci când copilul împlinește 18 ani. Părinții pot oferi sprijin financiar copiilor lor adulți, inclusiv printr-o moștenire. Perspectiva asupra vieții și înțelepciunea oferită de un părinte pot fi benefice pentru copiii lor adulți în propriile vieți.
A deveni bunic este asemănător cu parentingul, iar în anumite cazuri, rolurile se pot inversa când copiii adulți devin îngrijitorii părinților în vârstă..

## Asistență
Părinții pot beneficia de asistență în îngrijirea copiilor lor prin programe de îngrijire a copilului. Articolul 25.2 din Declarația Universală a Drepturilor Omului menționează că:
„1. Orice persoană are dreptul la un nivel de trai adecvat pentru sănătatea și bunăstarea sa și a familiei sale, inclusiv alimente, îmbrăcăminte, locuințe și îngrijiri medicale, precum și pentru serviciile sociale necesare, și dreptul la securitate în caz de șomaj, boală, invaliditate, văduvie, vârstă înaintată sau altă lipsă de mijloace de trai în circumstanțe care nu sunt sub controlul său.
2. Maternitatea și copilăria au dreptul la îngrijire și asistență specială. Toți copiii, fie că sunt născuți în cadrul căsătoriei, fie în afara acesteia, beneficiază de aceeași protecție socială.”—Articolul 25, Declarația Universală a Drepturilor Omului